# Circle (entreprise)
Circle est une société de technologie de paiement peer-to-peer gérant la cryptomonnaie stable USDC, une crypto-monnaie dont la valeur est indexée sur le dollar américain. Elle est fondée par Jeremy Allaire (en)r  et Sean Neville en octobre 2013.

## Financement
L'entreprise reçoit plus de US$135 millions de dollars en capital-risque provenant de quatre cycles d'investissements entre 2013 et 2016, dont US$50 millions dirigé par Goldman Sachs,,. En avril 2015, le journaliste du New York Times, Nathaniel Popper (en), écrit que l'investissement de Goldman Sachs « devrait aider à consolider la réputation de Bitcoin en tant que technologie avec laquelle les sociétés financières sérieuses peuvent travailler ». En juin 2016, Circle lève 60 millions de dollars US en financement de série D soutenu par à la fois des partenaires en place et des nouveaux partenaires. Le 15 mai 2018, Circle lève 110 millions de dollars américains en capital-risque pour créer USDC, un coin Ethereum adossée à l'USD,. Aujourd'hui[Quand ?], chaque jeton USDC est soutenu par un USD.
Circle a son siège social à Boston. L'USDC est actuellement[précision nécessaire]évaluée à 36 milliards de dollars,.

## Histoire
En septembre 2015, Circle reçoit la première BitLicense délivrée par le Département des services financiers de l'État de New York,. En avril 2016, le gouvernement britannique approuve la première licence de monnaie virtuelle pour Circle.
La plate-forme de paiement mobile de Circle, Circle Pay, permettait aux utilisateurs de détenir, d'envoyer et de recevoir des devises fiduciaires traditionnelles jusqu'à ce qu'il soit arrêté en 2019. Jusqu'en décembre 2016, Circle Pay fonctionnait également comme un service de portefeuille Bitcoin pour acheter et vendre des Bitcoins,,. Il a depuis cessé de fournir un tel service, affirmant que la société « n'est plus que jamais un échange de bitcoins grand public, et continuera à concentrer ses ressources sur les paiements sociaux mondiaux et la future technologie de blockchain de nouvelle génération ».
En juin 2019, il a été annoncé que les applications mobiles et Web Circle Pay seraient interrompues le 30 septembre de la même année.[précision nécessaire]
En février 2020, Circle vend sa plateforme de trading d'actifs numériques à Voyager Digital.
En juillet 2021, Circle annonce un plan de fusion avec une société d'acquisition à vocation spéciale appelée Concord Acquisition Corp dans le cadre d'un accord de 4,5 milliards de dollars qui ferait de Circle une société publique. Cependant, en décembre 2022, cet accord est résilié.
En 2023, lors de la réunion annuelle du Forum économique mondial à Davos, Allaire déclare que les États-Unis avaient besoin de nouvelles définitions statutaires des actifs numériques pour clarifier la réglementation. Il déclare également qu'il espérait que Circle serait réglementé par la Réserve fédérale américaine et deviendrait un acteur financier établi afin de distinguer l'entreprise des récentes implosions de l'industrie de la cryptographie.
Le 10 mars 2023, 3,3 milliards de dollars de ses 40 milliards de dollars de réserves de pièces de monnaie sont stockées à la Silicon Valley Bank, fermée ce jour-là. La totalité des liquidités détenues en réserve a depuis été déposée auprès de la Bank of New York Mellon Corp.
Le même mois, la société annonce avoir choisi Paris pour développer ses activités commerciales en Europe,.

## Services et fonctionnalités
À partir de 2015, un compte Circle pourrait être financé en USD via des « cartes de crédit et de débit Visa et MasterCard émises aux États-Unis » et des comptes bancaires américains[précision nécessaire]. Depuis 2016, les clients européens peuvent également utiliser Circle en EUR et GBP. Circle prévoit d'arrimer le taux de conversion au dollar américain,. La Financial Conduct Authority britannique accorde à Circle une licence de monnaie électronique en avril 2016, étendant l'utilisation des services de Circle au Royaume-Uni et élargissant la relation de Circle avec la banque britannique Barclays. En juin 2016, Circle annonce qu'elle commencerait à étendre ses services à la Chine, où le PDG Jeremy Allaire estime « qu'il existe une opportunité pour les consommateurs chinois qui souhaitent partager de la valeur à l'échelle mondiale avec des amis dans d'autres parties du monde ».

## Acquisitions
Le 26 février 2018, Circle annonce avoir acheté l'échange de crypto-monnaie Poloniex pour 400 millions de dollars. Au milieu des développements autour de l'acquisition, l'un des documents divulgués de Circle détaillant ses plans d'exploitation de Poloniex révèle les moyens utilisés par la société pour devenir « le premier échange de crypto réglementé aux États-Unis », soutenu par sa compréhension mutuelle[pas clair]avec la SEC[précision nécessaire].
En octobre 2018, SeedInvest annonce avoir conclu un accord de vente à Circle, sous réserve de l'approbation de la FINRA (Financial Industry Regulatory Authority).

## Investissements
En novembre 2021, Circle mène un cycle de financement US$13,5 sur la plateforme de financement participatif Crowdcube.

## Critique
Le 9 juillet 2022, l'auteur Matt Taibbi publie un aperçu extrêmement critique des pratiques commerciales de Circle dans son article intitulé « The Financial Bubble Era Comes Full Circle ».